# Nuoto ai XVIII Giochi del Mediterraneo - Staffetta 4x200 metri stile libero femminile
La gara si è tenuta il 23 giugno 2018.

## Risultati
| Pos | Corsia | Nazione    | Nuotatrici                                                                                                 | Tempo   | Note             |
| --- | ------ | ---------- | --- | ------- | ---------------- |
| 1   | 2      | Italia     | Margherita Panziera (2:01.02) Linda Caponi (2:00.14) Stefania Pirozzi (2:01.09) Laura Letrari (2:00.38)    | 8:02.63 |                  |
| 2   | 3      | Francia    | Alizée Morel (2:02.16) Assia Touati (2:00.09) Camille Gheorghiu (2:01.06) Marie Wattel (1:59.74)           | 8:03.05 |                  |
| 3   | 4      | Spagna     | Melani Costa (2:00.23) África Zamorano (2:00.42) Lidón Muñoz (2:00.71) Marta Cano (2:03.17)                | 8:04.53 |                  |
| 4   | 1      | Slovenia   | Anja Klinar (2:00.45) Katja Fain (2:01.41) Neža Klančar (2:02.17) Sara Račnik (2:00.86)                    | 8:04.89 |                  |
| 5   | 7      | Portogallo | Diana Durães (2:02.62) Rita Frischknecht (2:02.41) Ana Monteiro (2:03.57) Tamila Holub (2:04.82)           | 8:13.42 | Record nazionale |
| 6   | 5      | Turchia    | Beril Böcekler (2:04.74) Nida Eliz Üstündağ (2:05.80) Selen Özbilen (2:06.15) Ekaterina Avramova (2:04.91) | 8:21.60 |                  |
| 7   | 8      | Grecia     | Vasiliki Baka (2:04.33) Sofia Klikopoulou (2:07.35) Afroditi Katsiara (2:06.45) Ilektra Lebl (2:05.21)     | 8:23.34 |                  |
| 8   | 6      | San Marino | Elisa Bernardi (2:08.06) Sara Lettoli (2:08.21) Beatrice Felici (2:13.12) Arianna Valloni (2:08.28)        | 8:37.67 |                  |